# Owerri
Owerri je glavni grad nigerijske savezne države Imo. Leži u kišnoj šumi na 108 metara nadmorske visine, na rijekama Otamiri i Nworie. Većinski dio populacije sačinjavaju pripadnici naroda Igbo, čija je glavna djelatnost trgovina poljoprivrednim proizvodima. Znamenita je katedrala Uznesenja Blažene Djevice Marije (Assumpta Cathedral). Oko 25 km jugoistočno od grada nalazi se zračna luka Imo.
Owerri je bio jedna od tri prijestolnice nepriznate države Biafre (druge dvije su bile Enugu i Umuahia).
Prema popisu iz 1991., Owerri ima 119.711 stanovnika.